# Ditassa
Ditassa là chi thực vật có hoa trong họ Apocynaceae.